# João de la Pole, 2.º Duque de Suffolk
John de la Pole, 2.º Duque de Suffolk, KG (27 de setembro de 1442 – 14 a 21 de maio de 1492), foi um grande magnata na Inglaterra do século XV. Ele era filho de William de la Pole, 1.º Duque de Suffolk, e Alice Chaucer, filha de Tomas Chaucer (sendo bisneto do poeta Geoffrey Chaucer). Sua juventude foi prejudicada, em 1450, pela queda política e subsequente assassinato de seu pai, que havia sido um favorito do rei Henrique VI, mas era cada vez mais alvo da desconfiança do resto da nobreza. Embora o primeiro duque de Suffolk tivesse enriquecido com o comércio e - particularmente - com as concessões reais, essa fonte de renda secou com sua morte, de modo que John de la Pole estava entre os duques ingleses mais pobres com sua ascensão ao título em 1463. Esta foi uma circunstância que John sentiu intensamente; em mais de uma ocasião, recusou-se a ir a Londres devido ao seu empobrecimento ser tal que não podia arcar com os custos de manutenção de um séquito.

## Juventude
John de la Pole nasceu em 27 de setembro de 1442 e era filho único e herdeiro de William de la Pole, 1.º Duque de Suffolk, e Alice Chaucer, neta do poeta Geoffrey Chaucer. John era, portanto, apenas uma criança de sete anos quando, em 7 de fevereiro de 1450, se casou com Lady Margaret Beaufort, de seis anos, embora a dispensa papal para se casar só tenha sido assinada em 18 de agosto de 1450.
O condado de Suffolk, diz o historiador Michael Hicks, "não era particularmente bem dotado", provavelmente apenas raspando os 666 libras de renda qualificatória para esse posto. Sua mãe, porém, possuía propriedades substanciais por direito próprio, de seu pai, Sir Thomas Chaucer. Ademais, este foi o terceiro casamento de Alice, que teve grandes dotes de ambos os maridos anteriores, o segundo dos quais foi Tomás Montagu, 4.º Conde de Salisbury.
O pai de John aumentou a posição da família explorando os favores do rei, Henrique VI, de quem ele foi um importante conselheiro na década de 1440. Já conde de Suffolk, o pai de João foi elevado a marquês (em 1444) e depois duque de Suffolk (1448), e com esses títulos recebeu importantes concessões da coroa. Além disso, foi o recebimento da tutela de Margaret Beaufort do rei que permitiu o casamento de João com ela, enquanto ambos ainda eram bebês e apesar de estarem dentro dos graus proibidos de consanguinidade. Contemporâneos alegaram que o casamento com a filha de John Beaufort, duque de Somerset (primo do então rei - sem filhos) pretendia fazer de João de la Pole um eventual herdeiro da coroa. Isso é considerado improvável por historiadores modernos, que apontaram indícios de que o rei apoiou Guilherme nesses planos. Foi sugerido que o casamento foi o resultado direto das dificuldades políticas de Guilherme durante o parlamento de 1450-1451.

### Queda do pai
Quaisquer planos que seu pai tivesse para John foram rudemente perturbados em 1450, quando Suffolk foi acusado pelo parlamento por causa da perda da Normandia na Guerra dos Cem Anos. Suffolk foi exilado, mas nunca chegou ao continente, pois foi assassinado por marinheiros no Canal logo após sua partida. Em 30 de abril de 1450, antes de partir de Ipswich, o duque escreveu uma carta a João na qual instava seu filho a "... fugir da companhia e do conselho de homens orgulhosos, de homem avarento e de homens amadores ... ..." .
Como Suffolk nunca foi formalmente condenado, ele não foi atingido, mas as concessões reais que haviam dado a John de la Pole tais boas perspectivas foram agora retomadas para a coroa. E embora João tivesse herdado o ducado de Suffolk de seu pai, ele havia perdido os vários cargos que ocupara, como o condestado do castelo de Wallingford. Além disso, devido ao fato de sua mãe reter um terço dos bens de seu pai em dote, suas expectativas em relação ao ducado só poderiam ter sido menores. Sua renda foi estimada em menos de 280 libras por ano, que era menos do que o mínimo exigido para um conde, quanto mais para um duque.
John de la Pole não atingiu a maioridade até 1463. Como tal, em 1450 sua tutela foi retomada à coroa, e a custódia de suas propriedades foi concedida a outros pelo rei. Seu casamento com Margaret Beaufort foi anulado, em fevereiro de 1453. Um biógrafo recente de seu filho (o mais tarde Rei Henrique VII) os descreveu como sendo casados "apenas nominalmente", e em outro lugar como uma "medida precipitada destinada a não durar".

## Últimos anos e morte
Apesar da rebelião e morte do filho e herdeiro de Suffolk na batalha contra o rei, o duque não parece ter perdido a confiança do rei Henrique. Ele foi mais uma vez nomeado juiz no parlamento de 1487 e convocou homens para a expedição de Henrique no ano seguinte. Na mesma época, ele perdeu a polícia de Wallingford novamente. Embora Suffolk não tenha realmente perdido muito com Henrique Tudor, seus herdeiros sofreriam. No parlamento de 1487 a que Suffolk compareceu, Lincoln foi acusado de traição. Suffolk manteve suas próprias terras e também aquelas que havia concedido a Lincoln, mas apenas em caráter vitalício e, com sua morte, essas propriedades seriam revertidas para a coroa. Isso não demorou muito para ser efetuado. Embora Suffolk pareça ainda estar vivo em 14 de maio de 1492, quando ele se sentou como juiz de paz do condado (JP), ele certamente estava morto seis dias depois. Ele foi enterrado, vestindo o manto da Ordem da Jarreteira, no colégio que ele fundou em Wingfield, Suffolk, em uma tumba 'esplêndida' que desmentia a "obscuridade discreta" na qual ele havia passado seus últimos anos. Sua cabeça repousa sobre um elmo encimado pela crista da cabeça sarracena da família de la Pole, que aparece "com cabelo ondulado preso com um filete de joias e brinco na orelha direita". Isabel, que morreu mais tarde, foi enterrada ao lado dele.

### Tumba

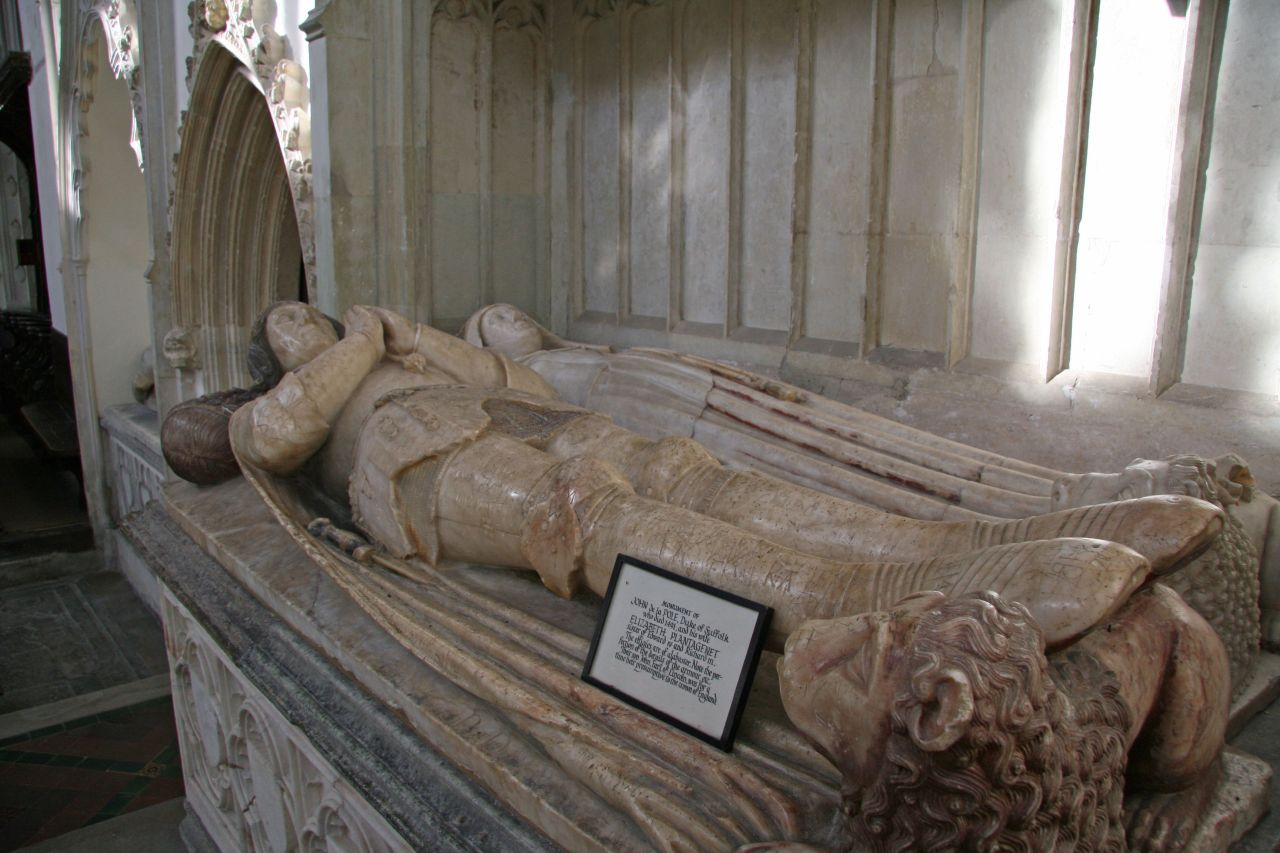
Efígies de John de la Pole, 2.º Duque de Suffolk, KG, e sua esposa, na Igreja de Wingfield, Suffolk

A tumba de Suffolk na capela de Santo André da igreja de Wingfield o retrata com uma efígie vestindo uma túnica ducal e tiara. Os historiadores notaram a diferença entre a efígie de Suffolk e as efígies sobreviventes de alguns de seus contemporâneos (como o conde de Salisbury, por exemplo, que é retratado em sua tumba como apenas um cavaleiro). Foi sugerido que a nobreza em geral - e Suffolk em particular - estava cada vez mais ansiosa "para se destacar de seus inferiores sociais", mesmo no enterro.. A tumba também carrega o que foi descrito por um antiquário como uma das "mais belas representações" da Ordem e do manto da Jarreteira usados pelos nobres do século XV. Estava completo com armadura funeral, linha de crista, e os rostos dele e de sua esposa foram feitos como retratos, e foi descrito em outro lugar como "um dos melhores exemplos" da figura de um cavaleiro da Jarreteira com sua Senhora.

## Filhos
Ele tinha onze filhos conhecidos, todos de Isabel. 
- Seu filho mais velho e herdeiro, John, conde de Lincoln (c. 1462-16 de junho de 1487),[18] eventualmente, devido à perda do próprio filho pelo rei Ricardo III, tornou-se herdeiro do trono de seu tio materno. Após a morte de Ricardo em Bosworth Field, Lincoln se rebelou contra o novo rei Henrique VII, e ele mesmo foi morto na Batalha de Stoke.[19]

- O segundo filho de João de la Pole, Geoffrey, nasceu por volta de 1464, mas morreu jovem.[20]

- Eduardo (1466–1485) se juntou à igreja e se tornou o arquidiácono de Richmond.[21]

- Isabel (c. 1468-1489), casou-se com Henry Lovel, 8.º Barão Morley (1466-1489), e não teve filhos.[22]

- Edmund de la Pole, 3.º Duque de Suffolk (1471–30 de abril de 1513),[23] eventualmente herdou o ducado de seu pai, e teve que negociar energicamente com o rei e pagar uma quantia substancial antes de ser concedido.[11] Ele eventualmente se tornou um pretendente yorkista à coroa de Henrique VIII, que o decapitou.[24] Dorothy, nascida em 1472, morreu jovem,[22]

- Humphrey (1474–1513) recebeu as Ordens Sagradas

- Anne (1476–1495) tornou-se freira.[22]

- Katherine (c. 1477–1513), casou-se com Guilherme, Barão Stourton, com quem não teve filhos.[25]

- Sir Guilherme de la Pole (1478-1539) do Castelo Wingfield (1478-1539) foi preso na Torre de Londres por trinta e sete anos.[26] Antes disso, ele se casou com Katherine Stourton - ela era vinte anos mais velha do que ele, e eles não tiveram filhos.[27]

- Richard de la Pole (1480–1525), conseguiu escapar para a França ao descobrir a trama de 1501. Participando das campanhas da França durante as guerras italianas, ele foi morto na Batalha de Pavia, em 24 de fevereiro de 1525.[28]